# Blaffende boomkikker
De blaffende boomkikker (Dryophytes gratiosus) is een middelgrote kikker uit de familie boomkikkers (Hylidae). De soort werd voor het eerst wetenschappelijk beschreven door John Lawrence LeConte in 1856. Later werd de wetenschappelijke naam Epedaphus gratiosus gebruikt. De soort stond lange tijd bekend onder de wetenschappelijke naam Hyla gratiosa.

## Algemeen
Deze soort komt voor in de Verenigde Staten; in North Carolina, zuidelijk Florida en oostelijk Louisiana. Ook in enkele omliggende staten komen geïsoleerde maar redelijk stabiele populaties voor. Hoewel er vele boomkikkers zijn die geluiden maken en tientallen soorten zeer luidruchtig zijn maken de mannetjes van deze soort een kenmerkend, blaffend geluid. In de paartijd, als de mannetjes met de kwaakblaas de vrouwtjes proberen te lokken, zitten ze meestal half in het water.

## Uiterlijke kenmerken
De blaffende boomkikker bereikt een maximale lichaamslengte tot ongeveer zeven centimeter. De soort is te herkennen aan de diepgroene kleur, zwarte ronde vlekken op de rug en een witte zwartomrande flankstreep, die helemaal doorloopt onder de ogen en over de bovenlip. De kleur is variabel omdat van kleur veranderd kan worden, en loopt uiteen van licht- tot donkergroen. De kikkervisjes zijn bruin en hebben geen pigmenten in de staart waardoor ze er visachtig uitzien. Het lichaam van de kikker is rond en stomp en de tenen hebben erg grote hechtschijven'. De mannetjes zijn van de vrouwtjes te onderscheiden door een wat duidelijker vlekkenpatroon, in de paartijd hebben de mannetjes een donkere keel.

## Levenswijze
De blaffende boomkikker is een echte klimmer die maar zelden op de bodem komt tenzij het langdurig heet of droog is; dan wordt een holletje onder de grond gegraven en op betere tijden gewacht; een soort 'zomerslaap'. De eitjes worden in wat diepere wateren gelegd en de vrouwtjes leggen ze een voor een, dus niet in een klomp of sliert. Een vrouwtje kan wel 2000 eitjes per keer afzetten. De kikkervisjes ontwikkelen zich langzaam en het duurt tot tien weken eer de kleine kikkertjes op het land kruipen en dat is voor een boomkikker vrij lang.